# Lipton Ice Tea
Pour les articles homonymes, voir Lipton (homonymie).
Lipton Ice Tea est une marque de boissons à base de thé glacé, gazeuses et non-gazeuses, distribuée en canettes et bouteilles dans presque quatre-vingts pays. Cette marque donna naissance à Liptonic, une marque de boissons gazeuses à base de thé glacé également. Elle est commercialisée par PepsiCo. La marque Lipton appartient à CVC Capital Partners depuis 2021, après avoir appartenu à Unilever.
Lipton a présenté son premier mélange de thé glacé en poudre aux États-Unis en 1964 et en Europe en 1978. Après cela, la marque s'est progressivement développée avec le lancement du thé glacé en bouteille Lipton en 1991. Cette boisson de thé glacé Lipton prêt à boire est disponible dans plus de cent pays,.
Au niveau mondial, la marque pionnière dans les thés glacés est concurrencée par Nestea, distribué par Nestlé.

## Parfums
Lipton Ice Tea commercialise différents parfums en France comme citron vert, framboise, thé vert, mojito ainsi que thé glacé saveur pêche.
Lipton Ice Tea à la pêche par exemple existe maintenant en version gazeuse. 